# Trabzon

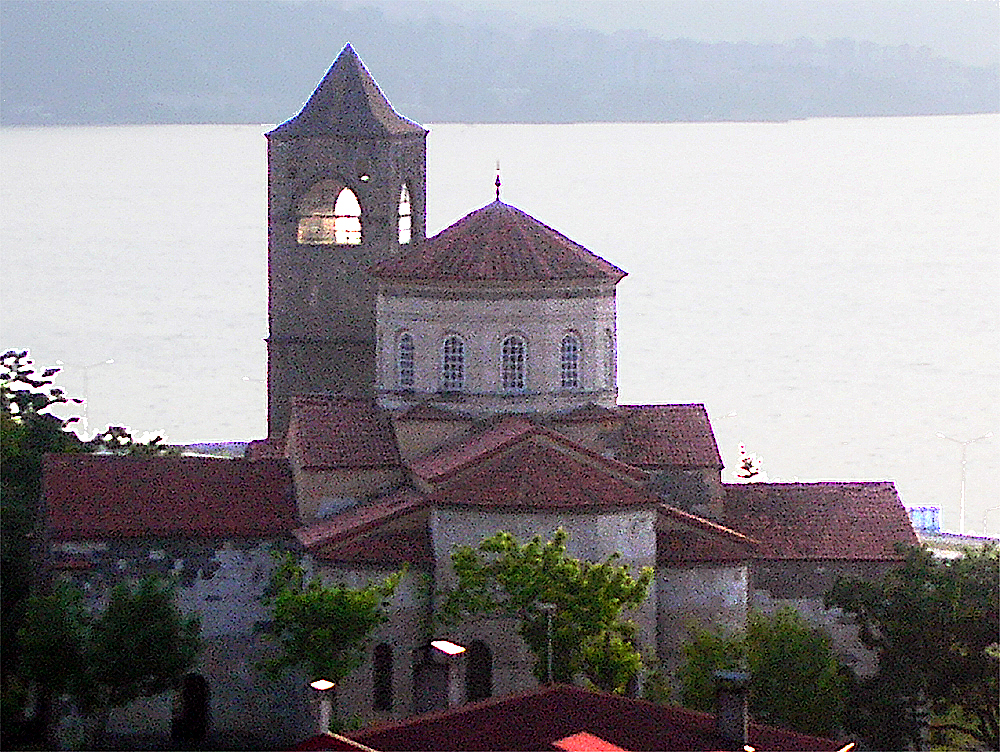
Trapezuncka Hagia Sofia na tle Morza Czarnego

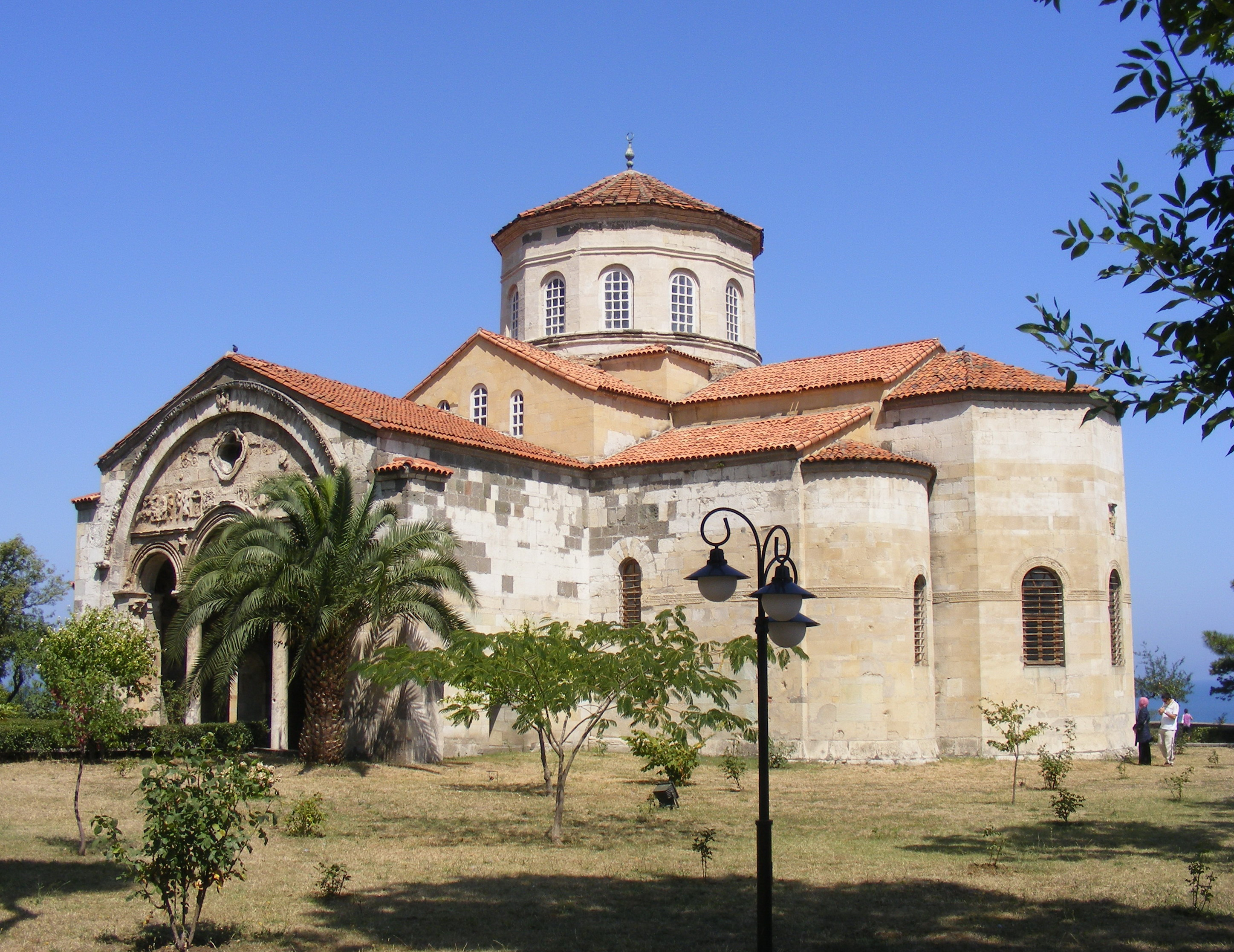
Hagia Sofia w Trapezuncie, widok ogólny

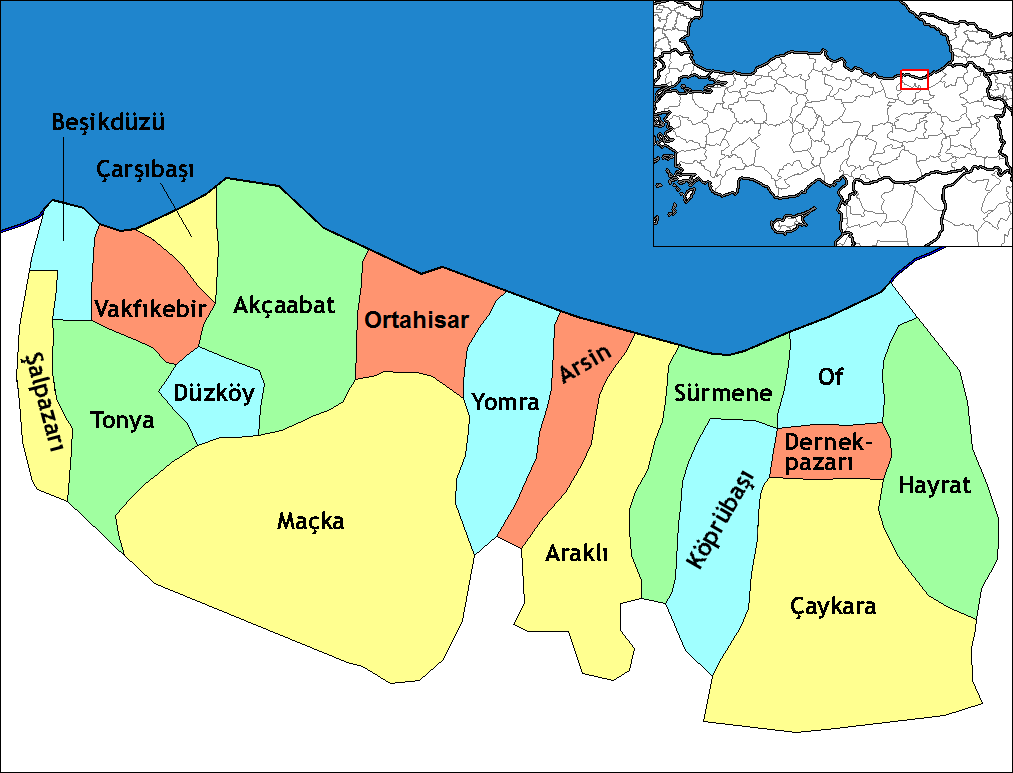
Prowincja Trabzon na mapie Turcji

Trabzon (tur., gr. Τραπεζούντα, dawny Trapezunt, Trebizond, Trebizonda) – miasto w północno-wschodniej Turcji położone nad Morzem Czarnym, ośrodek prowincji Trabzon, historyczna stolica i główne miasto Pontu. Miasto liczy ponad 240 tys. mieszkańców, natomiast aglomeracja przekracza 400 tys.
W okresie prehistorycznym istniało tu górnictwo rud miedzi. Miasto helleńskie założyli greccy kupcy z Miletu w 756 p.n.e. na szlaku jedwabnym, z Azji do Europy, do Azji Mniejszej i na Bliski Wschód, niemniej archeolodzy potwierdzają także wcześniejsze oraz równoległe osadnictwo. Na przestrzeni tysiącleci, ośrodek wytworzył własne zwyczaje kulturowe, m.in. stając się centrum, spotykanego na wybrzeżach Morza Czarnego, pontyjskiego stylu wczesnochrześcijańskiej architektury sakralnej. W średniowieczu Trapezunt miał znaczenie handlowe jako stolica Cesarstwa Trapezuntu, do czasu podbicia przez Mehmeda Zdobywcę. Do 1923 roku zamieszkany głównie przez Greków pontyjskich, a ich język pontyjski wciąż pozostaje w użyciu.

## Miasta partnerskie
- Rosja: Soczi
- Chińska Republika Ludowa: Rizhao
- Węgry: Szigetvár
- Gruzja: Batumi
- Iran: Reszt, Zandżan